# قسطنطين (ابن ليون الخامس)
سيمبوشيس ((باليونانية: Συμβάτιος)‏، من اللغة الأرمنية Smbat)، بطريقة اخري أيضاً ساببوتش (Σαββάτιος) أو سامبيتيس (Σαμβάτης) في بعض المصادر، كان الابن البكر للإمبراطور البيزنطي ليون الخامس الأرمني (حكم من 813 إلى 820). بعد فترة وجيزة من تتويج والده، توج الإمبراطور المشارك وتمت إعادة تسميته قسطنطين  (Κωνσταντῖνος). حكم إسمياً مع والدِه إلى أن خُلع الأخير في 820، وبعد ذلك تم نفيه إلى Prote ، إحدى جزر الأمراء، كراهب.